# UK R&B Chart
UK Hip Hop and R&B Singles Chart і UK Hip Hop and RnB Albums Chart (також відомий як The Official UK Hip Hop and R&B Charts, Top 40 Hip Hop and RnB Singles, Top 40 Hip Hop and RnB Albums або просто UK Urban Chart) — 40-позиційні музичні чарти R&B та хіп-хопу, які складає британська Official Charts Company.
Official Charts Company створила чарт R&B-альбомів і синглів у жовтні 1994 року. Хоча хіт-паради не транслюються в ефірі, їх збірку можна переглянути на веб-сайтах OCC і BBC Radio 1, а також у таких виданнях, як UKChartsPlus і Music Week. Чарт R&B Великобританії також регулярно показують на музичних каналах, зокрема Kiss, Viva UK, MTV Base та MTV Hits. Два чарти також складено та показано на вебсайті BBC Radio 1. Критерії для включення в чарт незрозумілі, оскільки вони не обов’язково залежать від позицій пісень у UK Singles Chart.